# Kanjane
Kanjane su naselje u sastavu Grada Drniša, u Šibensko-kninskoj županiji. Nalazi se oko 9 kilometara istočno od Drniša, u istočnom dijelu Petrovog polja, podno planine Svilaje.

## Povijest
Mjesto se od 1991. do 1995. godine nalazilo pod srpskom okupacijom.

## Stanovništvo
Prema popisu iz 2011. godine naselje je imalo 3 stanovnika.
| broj stanovnika | 447   |       | 364   | 400   | 433   | 474   | 401   | 507   | 510   | 514   | 495   | 444   | 367   | 233   | 17    | 3     |       |
|                 | 1857. | 1869. | 1880. | 1890. | 1900. | 1910. | 1921. | 1931. | 1948. | 1953. | 1961. | 1971. | 1981. | 1991. | 2001. | 2011. | 2021. |